# أحمد خيري العمري
أحمد خيري العمري هو كاتب وطبيب أسنان عراقي من مواليد بغداد في عام 1970، ينتمي إلى الأسرة العمرية في الموصل التي يعود نسبها إلى الخليفة عمر بن الخطاب، والده مؤرخ وقاض عراقي هو خيري العمري. تخرج طبيب أسنان من جامعة بغداد عام 1993، لكنه عُرِف ككاتب إسلامي عبر مؤلفات جمعت بين منحى تجديدي في طرح الموضوعات والأسلوب الأدبي. اختير عام 2010 ليكون الشخصية الفكرية التي تكرمها دار الفكر في تقليدها السنوي، والذي سبق أن كُرم فيه أعلام مثل عبد الوهاب المسيري والبوطي والزحيلي، وبذلك يكون العمري هو أصغر هؤلاء المكرمين سناً حيث تم اختياره قبل أن يبلغ الأربعين.

## بعض أفكاره
تعتبر مؤلفات العمري إضافة كمية وكيفية لفكر النهضة الذي يعتبر مالك بن نبي من أهم رواده. تمكن من حمل خطاب النهضة إلى فئة أوسع من الفئة التي توجه لها مالك بن نبي بسبب لغته المميزة وبيانه الواضح، إضافة إلى أن اعتماده على التأصيل القرآني للنهضة جعل من أفكاره أكثر قبولاً.
من الأفكار المهمة التي وردت في كتابه البوصلة القرآنية فكرة التساؤل الإبراهيمي التي عرضها العمري كركيزة للإسلام الأول ممثلة في النبي إبراهيم الذي كان أول من أطلق عليه القرآن لفظ مسلم، والنبي إبراهيم في القرآن وبخلاف كل الكتب السماوية السابقة وصل إلى إيمانه عبر التساؤل ورفض الأجوبة السائدة (سورة الأنعام الآيات 74-79)، ويعتبر العمري أن هذا ركيزة أساسية للإسلام كله باعتبار إبراهيم هو المسلم الأول.
كما أن فكرة النهضة لديه لها مفهوم ثفافي مرتبط بالثقافة الشعبية والأفكار السائدة، وهو يرى إن أسباب تخلفنا عميقة الجذور فيما يسميه «العقل الجمعي» المتراكم عبر القرون وهكذا فإن عملية النهضة تشمل أولا عملية تغيير المفاهيم السائدة عبر ما يسميه «الاستئصال والتأصيل» ويقصد بالاستئصال محاربة وتفنيد المفاهيم السلبية وبالتأصيل تعميق المفاهيم الإيجابية بالاعتماد على نصوص دينية.
يعتمد العمري في استنباطاته للمفاهيم من القرآن على الجذر اللغوي للفعل، فهو يعود إلى جذر كل لفظ قرآني ويقوم بعملية مسح للاستخدام القرآني للفظ في كل المواضع ويخرج بنتائج مترابطة ضمن منظومة فكرية-قرآنية. من الأمثلة على ذلك تأصيله لمفهوم العقل في القرآن عبر اعتماده على الجذر اللغوي لكلمة عقل الذي يعني ربط، فهو ينتقل من هذا المعنى عبر إجراء مسح قرآني ليصل إلى أن العقل هو الربط بين الأسباب والنتائج.
ينتقد العمري ما يسميه المؤسسة الدينية التقليدية، التي يرى أنها تمثل إرثاً ضخماً يعود لتاريخ ما بعد الخلافة الراشدة وقد اختلط بالموروث الشعبي وغير الديني، وكذلك بالجهات الرسمية والسياسية، وهي تنوب عن الإسلام رسمياً وفكرياً وتحتمي بنصوصه رغم أن كثيراً من أفكارها -حسب العمري- تناقض المفاهيم الإسلامية الأصيلة.
وقد خصص جزءاً من مقالاته لانتقاد من يسميهم أدعياء التجديد، ويُعتقد أنه يقصد بذلك أفكار المهندس محمد شحرور وجمال البنا وجماعة القرآنيين. هجومه الأساسي على هؤلاء يستند على أن دعاواهم التجديدية التي تفتقد الضوابط الواضحة جعلت الناس تسستنكر التجديد وتخلطه بالتفلت، وأن هذا لم يخدم التجديد الحقيقي المطلوب، فهؤلاء دعاة إلى الحياة الغربية لكنهم يغلفون دعوتهم بنصوص دينية وقراءات انسلاخية تلغي الشعائر والعبادات والأحكام القرآنية تحت ذرائع عديدة.
كذلك خصص بعض مقالاته لمناقشة قضايا عامة تناولها بطرح جديد، مثل ظاهرة تكريس الشذوذ الجنسي في المجتمعات الإسلامية الذي يرفض تسميته بالمثلية، لأنها كلمة محايدة لا تحمل حكماً أخلاقياً واستخدامها يعني تطبيع الشذوذ، وله مجموع مقالات في هذا الموضوع، إضافة إلى نقده المتكرر للمفاهيم والأفكار الغربية الرائجة في البلاد العربية والإسلامية، وطرحه لإشكالات كثيرة على الحياة الغربية كما في سلسلة مقالات له بعنوان نيويورك نيويورك، وهذا النقد هو أساس أحد أهم كتبه الفردوس المستعار والفردوس المستعاد.
مع بداية الثورات العربية في عام 2011 اتخذ العمري موقفا مبكرا مؤيدا وبشدة للثورات في كل مكان، وكان له دور بالذات في الثورة السورية من خلال صفحته على الفيس بوك أو المقالات.

## مؤلفاته
العمري معروف بغزارة الإنتاج وتنوعه، فقد أصدر في الفترة بين 2003-2008 ستة كتب لاقت رواجاً لافتاً وتنوعت بين البحث العلمي والرواية والرسالة الأدبية، بالإضافة إلى عشرات المقالات التي ينشرها في صحيفتي العرب القطرية والقدس العربي في لندن.
1. البوصلة القرآنية: إبحار مختلف بحثا عن الخارطة المفقودة. 2003 دار الفكر، دمشق. وهو الكتاب الأول له، أحدث ردات فعل مختلفة بين الرفض والهجوم وبين الإعجاب والقبول، وقد نفذت الطبعة الأولى منه في وقت قياسي بالمقارنة مع حجم الكتاب الضخم وسعره المرتفع، وكان سبب رفض البعض له هجومه الحاد على بعض المفاهيم التقليدية التي تخالف -حسب ما يقول- الخطوط العامة في القرآن، كما أنه قد دخل في تحليلاته حقل ألغام تاريخي (كما يسميه) وهو زمن ما بعد الخلافة الراشدة. اتهمه البعض بأن هناك من كتب له الكتاب لحداثة سنه آنذاك، ولكن استمراره بالإنتاج هدم هذه الفرضية.
2. ليلة سقوط بغداد. 2004، دار الرسالة ناشرون
3. سلسلة ضوء في المجرة (ستة عناوين) 2005.[4]
  1. الذين لم يولدوا بعد.
  2. إدرينالين.
  3. يوم، شهر، سنة.
  4. تسعة من عشرة.
  5. كش ملك.
  6. غريب في المجرة.
4. الفردوس المستعار والفردوس المستعاد: ثوابت وأركان من أجل حضارة أخرى. 2005 دار الفكر دمشق. وهو كتاب يعرض فيه قيم الحضارة الأمريكية ويبين تعارضها مع القيم الإسلامية التي يجب أن تكون نواة لنهضة إسلامية قادمة.
5. رواية أبي اسمه إبراهيم. 2006، دار الفكر، دمشق.
6. سلسة كيمياء الصلاة (خمسة عناوين) 2008، دار الفكر، دمشق. وقد نالت نجاحاً كبيراً بعد صدورها.[5]
  1. المهمة غير المستحيلة.
  2. ملكوت الواقع: ممهدات وحوافز قبل الانطلاق.
  3. عالم جديد ممكن.
  4. فيزياء المعاني.
  5. سدرة المنتهى.
7. رواية ألواح ودسر. دار الفكر، دمشق، 2009.
8. استرداد عمر.
9. سيرة خليفة قادم.
10. طوفان محمد.
11. القرآن لفجر آخر.
12. لا نأسف على الإزعاج
13. شيفرة بلال.
14. السيرة مستمرة
15. ليطمئن عقلي
16. بيت خالتي

## أعماله الإعلامية
1. برنامج لا نأسف على الإزعاج: هو برنامج تلفزيوني بُثَ بشكل يومي في رمضان 1436هـ على قناتي الشارقة واقرأ، شكل البرامج نقلة نوعية لساحة المعركة الفكرية التي يخوضها العمري في مواجهة الفكر التقليدي. حيث انتقل إلى الميديا ليحث الشباب على القراءة.[بحاجة لمصدر]
2. برنامج سبع دقائق لتغيير العالم: برنامج بُث في رمضان 1437 علي قناة أحمد خيري العمري الصفحة الرسمية علي موقع يوتيوب.
3. برنامج (Anti-إلحاد): هو برنامج يقدم حجج واسباب الملحدين في إلحادهم ويعرض لها حلولا أو نمط تفكير مغاير يقود إلى التحصين منها. وقد عرض البرنامج في رمضان 1438هـ.

## انتقادات
1. يُؤخذ عليه لغته الحادة في الهجوم، لكنه نأى بنفسه عن الهجوم على العلماء والرموز واكتفى بمهاجمة الأفكار بعيداً عن شخصيات منتجيها. ومن المؤاخذات التقليدية عليه أنه لم يدرس العلم الشرعي بطريقة أكاديمية، وهو ما يرد عليه بالقول إن مفكرين وكتاباً مثل سيد قطب ومالك بن نبي والعقاد لم يدرسوا العلم الشرعي أكاديمياً.[6]
2. يعتقد أن التجديد مطلوب ويمكنه أن يطال أي شيء في الإسلام بشرط ألا يتعارض أو يتناقض مع ظاهر النص الصحيح (قرآن أو أحاديث الرسول الصحيحة)، ويرى أنه يجب اجتثاث الأحاديث الضعيفة مع كل ما يتعلق بهامن مفاهيم، بل ويجب اجتثاث كل ما يعارض النهضة من مفاهيم حتى لو استدل أصحابها بنصوص صحيحة ويسمي ذلك فهماً سلبياً للنص الصحيح. والنهضة عنده[7] هي أن ننهض من واقع السبات لنباشر بما خلقنا من أجله حسب ما يسمى مبدأ الاستخلاف في سورة البقرة، الآية 30. هذا التعريف العام للنهضة يجعل البعض يشك بوجود منهج نهضوي عملي متبلور عنده، لكنه يرد دائماً بضرورة قراءة كتبه لفهم فكره وخصوصاً كتاب البوصلة القرآنية.
3. يتهمه البعض بأنه يمجد العقل فمن أفكاره أن الحجة التي آتاها الله إبراهيم في سورة الأنعام: 6/83 هي العقل[8]، والقرآن هو المعجزة الوحيدة بناء على ذلك فطبيعة معجزة الإسلام أنها تعتمد على أعمال العقل بينما طبيعة المعجزات في الاديان الأخرى لا تعتمد على ذلك، ولذلك فباقي المعجزات التي حصلت مع الرسول محمد صلى الله عليه وسلم ما هي إلا ظواهر حسية ولا ترقى لتكون معجزات حسب تعريفه للمعجزة. كما يرى أن أفكار محمد عبده هي أفكار تنويرية وهي استمرار لبعض أفكار المعتزلة.
4. يتهمه البعض بأنه قد تراجع عن هجومه الحاد على التقليديين وأنه صار أكثر ليونة معهم، وربما يرجع ذلك إلى تركيزه على نقد التغريب والتجديد الخاطئ، فهو يشعر بحنين جارف للشيخ التقليدي عندما يقرأ لبعض أدعياء التجديد، كما يعبر في إحدى مقالاته.[9]
5. حديثاً (مع بداية العام 2011) رأى أنه لابد من فتح الجبهة التقليدية مجدداً وبقوة حتى ولو كان ذلك يعني مهاجمة الرموز من أهل العلم كما في مقاله.[10] الذي هاجم فيه البوطي أحد كبار علماء سورية دون ذكر اسمه ملقباً إياه بالشيخ الجليل (لكن مسار التعليقات على المقال في موقعه أكدت أنه المقصود). الهجوم على البوطي كان باعتباره أحد ممثلي جبهة التيار التقليدي الذي يشكل مع التيار التجديدي (مدعوا التجديد) جبهتي حرب النهضة حسب تعبير العمري. المقال بتوقيته وبماورد فيه أطلق موجة من الانتقادات ضد الكاتب من محبي البوطي ذو الشعبية الكبيرة.سبب الهجوم كان تصريحا للبوطي عن رؤيا رآها بين يقظة ونوم.[11] مما أثار قلم العمري الذي كتب مقاله بعد مدة ليبين أن هذا النوع من الفكر -المنامي- كما يسميه والاعتماد على المنامات والرؤى عائق من عوائق النهضة. ثم مع اندلاع ما عرف بالثورات العربية التي انطلقت في تونس مروراً بمصر وليبيا واليمن وسوريا خص الثورات بمجموعة مقالات بعنوان على هامش الثورة ليقرر أن الثورة رفعت شيوخاً ومثقفين وأسقطت آخرين كما في أحد هذه المقالات بعنوان الثورة “رغما عن” أنوفنا.. وليس بسببها...[12] والمقال الآخر عابرو السبيل لا يصنعون ثورة….[13] الذي خص به البوطي رداً على خطبته.[14] في المسجد الأموي الكبير في دمشق أثناء ثورة مصر وقبل أندلاع شرارة سورية لكن دون ذكر أسماء لكنه من خلال صفحته على الفيس بووك ما يفتأ يذكره بالاسم جاعلاً منه شيخاً من شيوخ السلطان وكهنوتاً دينياً ووثناً يجب حرقه معنوياً. وذلك بسبب تصريحاته التي اعتبرها تثبيطاً للثورة وخيانة لدم الشهداء. ثم خصه بمقالة بعنوان هل ينبغي إحراق علماء السلاطين؟ البوطي نموذجا[15] هاجمه فيه ليس فقط لانه لم يؤيد الثورة بل أيضاً باعتباره "يمتلك علم “معلومات مدرسية” بلا شك.. أي علم مراجع وهوامش ومتون.. لكنه لا يمتلك المقومات التي تجعل منه علما للأمة.. أي انه لا يمتلك القراءة اللازمة لجعل ما يعرفه من متون ونصوص أداة للارتقاء بالأمة.." كمايقول العمري. ويرى العمري أنه من الطبيعي ألا يؤيد الثورة باعتباره ينتمي "إلى التيار الديني التقليدي الذي يعد امتدادا للتيار الأشعري والذي ساد لفترة طويلة في الفكر الإسلامي، على الأقل منذ الغزالي أي تزامنا مع عصور التدهور التي دخلتها الحضارة الإسلامية." وهو يرى أن البوطي وريث تيار التخلف حيث "اتخذ البوطي في نتاجه ومؤلفاته موقف الوريث للتيار الأشعري في الخصومة ضد التيارات الأساسية التي “نافست” تيار التدين التقليدي الأشعري الصوفي.. كتيار الإصلاح والتنوير تيار الأفغاني ومحمد عبده”

## وصلات خارجية
- الموقع الرسمي